# 瀬戸町明神
瀬戸町明神（せとちょうあきのかみ）は、徳島県鳴門市の大字。郵便番号は772-0060（楠谷、弐軒家、水汲谷）、771-0360（その他）。

## 地理
鳴門市の東部に位置。讃岐山脈東部、明神川下流に位置し、小鳴門海峡に面する。国道11号沿いに発達している集落で、南東は撫養町黒崎に、西は北灘町櫛木に通じている。1998年（平成10年）2月には東の高島（鳴門町高島）との間に小鳴門海峡が開通。
集落は元々は塩田沿いに発達した旧住宅と、東部の小鳴門海峡沿いの元塩田跡に、急速に増加している新住宅地からなる。新住宅地は鳴門市明神土地区画整理事業組合のもとで土地造成が行われた地域。地内にある大元神社は、広島県の厳島神社の摂社である大元神社の分霊を祀る。
古くは安芸神と書いたともいい、地名は村社大元神社が昔、安芸厳島から分祀したことにちなむと伝わる。

### 河川
- 明神川

### 小字
| - 板屋島 - 馬越 - 上本城 - 楠谷 | - 越浦 - 下本城 - 菅谷 - 中山 | - 鳴谷 - 弐軒家 - 張 - 水汲谷 |  |

## 歴史
江戸期から明治22年にかけては板東郡および板野郡の村であった。寛文4年より板野郡に属した。明治22年に同郡瀬戸村、昭和3年に瀬戸町の大字となった。昭和22年3月には鳴南市、同年5月より現在の鳴門市の字名となる。
平成10年2月には東の高島（鳴門町高島）との間の小鳴門海峡に小鳴門大橋が開通した。

## 世帯数と人口
2022年（令和4年）7月31日現在の世帯数と人口は以下の通りである。
| 町丁       | 世帯数    | 人口    |
| ---------- | --------- | ------- |
| 瀬戸町明神 | 1,297世帯 | 2,764人 |

## 小・中学校の学区
市立小・中学校に通う場合、学区は以下の通りとなる。
| 番地                   | 小学校             | 中学校             |
| ---------------------- | ------------------ | ------------------ |
| 字弐軒家及び楠谷       | 鳴門市立黒崎小学校 | 鳴門市立第一中学校 |
| 字弐軒家及び楠谷を除く | 鳴門市立明神小学校 | 鳴門市立瀬戸中学校 |

## 交通

### バス
徳島バス
- 明神

### 道路
国道
- 国道11号

都道府県道
- 徳島県道11号鳴門公園線
- 徳島県道42号瀬戸撫養線
- 徳島県道182号瀬戸港線

## 施設
- 鳴門市明神小学校
- 小鳴門大橋
- 鳴門瀬戸中継局
- 富田製薬本社
- 大元神社
- 明泉寺 - 阿波北方二十四輩霊場24番札所